# Motorway
Pour plus de détails, voir Fiche technique et Distribution.
Motorway (車手) est un film d'action hongkongais sorti en 2012, produit par Johnnie To et réalisé par Soi Cheang.

## Synopsis
Un fugitif met en place un plan pour libérer une de ses connaissances. Il est pris en chasse par un jeune officier de police qui pilote les voitures comme personne. La course peut alors commencer.

## Fiche technique
- Titre : Motorway
- Titre original : 車手
- Titre québécois : Motorway
- Réalisation : Soi Cheang
- Scénario : Joey O' Bryan, Szeto Kam-Yuen, Francis Fung
- Production : Johnnie To
- Sociétés de production : Media Asia Films
- Sociétés de distribution : Media Asia Distribution Ltd. (Hong Kong)
- Musique : Alex Gopher, Xavier Jamaux
- Photographie : Fung Yuen Man, Kenny Tse
- Montage : Allen Lung, David M. Richardson
- Décors :
- Costumes : Boey Wong
- Pays d'origine :  Hong Kong
- Langue originale : cantonais
- Format : couleurs - 2,35:1
- Genre : action, policier
- Durée : 90 minutes
- Dates de sortie : 
  -  Hong Kong : 21 juin 2012

## Distribution
- Shawn Yue : Cheung
- Anthony Wong : Lo
- Guo Xiaodong : Sun
- Barbie Hsu : Yee
- Josie Ho : Wei
- Lam Ka-tung : Chong
- Michelle Ye : Madame Lo

## Distinctions
- Prix du meilleur film lors de la 32e cérémonie des Hong Kong Film Awards (2013)[1]